# Natsumi Tsunoda

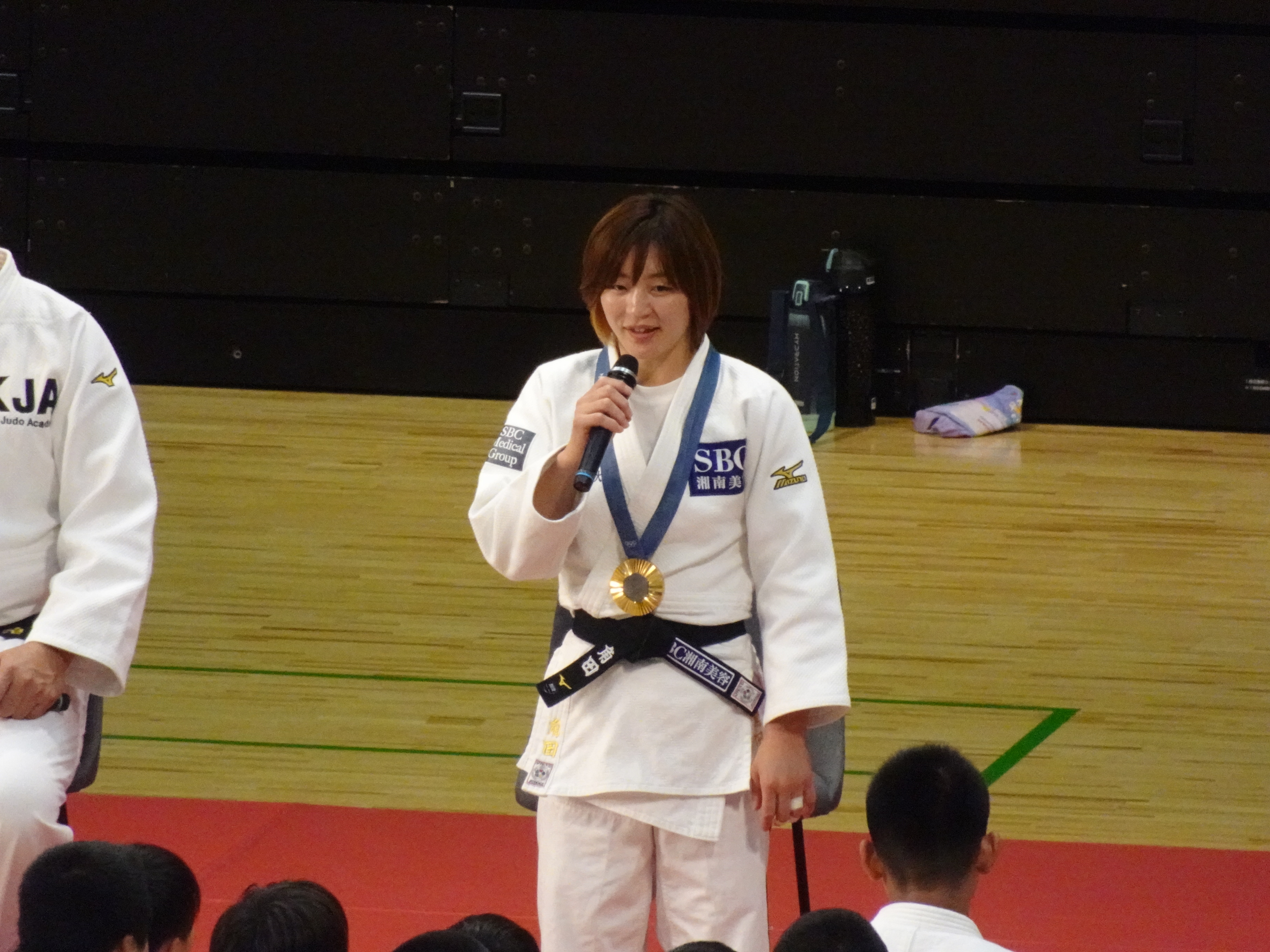
Natsumi Tsunoda, 2024

Natsumi Tsunoda (jap. 角田夏実 Tsunoda Natsumi; * 6. August 1992 in Yachiyo) ist eine japanische Judoka. Sie war 2017 Weltmeisterschaftszweite im Halbleichtgewicht, der Gewichtsklasse bis 52 Kilogramm. 2021, 2022 und 2023 wurde sie Weltmeisterin im Superleichtgewicht, 2024 siegte sie bei den Olympischen Spielen.

## Sportliche Karriere
Natsumi Tsunoda gewann 2016 das Grand-Slam-Turnier in Tokio mit einem Finalsieg über ihre Landsfrau Uta Abe. Anfang 2017 erreichte sie das Finale beim Grand-Slam-Turnier in Paris, unterlag dort aber Majlinda Kelmendi aus dem Kosovo. Bei den japanischen Meisterschaften erreichte sie 2017 den zweiten Platz hinter Ai Shishime. Bei den Weltmeisterschaften 2017 in Budapest bezwang sie im Viertelfinale die Brasilianerin Érika Miranda und im Halbfinale die Israelin Gili Cohen, im Finale unterlag sie Ai Shishime. 2018 siegte sie bei den japanischen Meisterschaften. Im Sommer 2018 gewann sie das Grand-Prix-Turnier in Budapest. Drei Wochen später gewann sie im Finale der Asienspiele 2018 gegen die Südkoreanerin Park Da-sol. Beim Grand-Slam-Turnier in Osaka verlor sie im Finale gegen Uta Abe. Zum Jahresende 2018 siegte Natsumi Tsunoda beim Masters-Turnier in Guangzhou. Anfang 2019 verlor sie im Finale des Grand-Slam-Turniers in Paris gegen Ai Shishime. Im April siegte sie bei den japanischen Meisterschaften. Im Juli 2019 gewann sie das Grand-Prix-Turnier in Zagreb. Beim Grand Slam in Brasília belegte sie den dritten Platz.
Im November 2019 wechselte sie ins Superleichtgewicht, die Gewichtsklasse bis 48 Kilogramm. Beim Grand-Slam in Osaka belegte sie in ihrer neuen Gewichtsklasse den dritten Platz. Zwei Jahre später traf sie im Finale der Weltmeisterschaften 2021 in Budapest auf ihre Landsfrau Wakana Koga und gewann den Titel. 2022 siegte Tsunoda bei den Grand-Slam-Turnieren in Paris und in Ulaanbaatar. Im Finale der Weltmeisterschaften in Taschkent bezwang sie die Deutsche Katharina Menz. Im Mai 2023 bei den Weltmeisterschaften in Doha gewann Tsunoda im Halbfinale gegen die Französin Blandine Pont und im Finale gegen die zweite Französin Shirine Boukli. Bei den 2023 ausgetragenen Asienspielen 2022 in Hangzhou gewann sie nach einem Finalsieg gegen die Kasachin Abiba Abuschakinowa in ihrer Gewichtsklasse ebenso die Goldmedaille wie auch in der Mannschaftskonkurrenz mit der japanischen Mannschaft. Bei den Olympischen Spielen 2024 in Paris gewann Tsunoda im Viertelfinale gegen die Französin Shirine Boukli und im Halbfinale gegen die Schwedin Tara Babulfath. Im Finale bezwang die Japanerin die Mongolin Bawuudordschiin Baasanchüü. In der Mannschaftswertung erkämpfte das japanische Mixed-Team die Silbermedaille hinter der französischen Mannschaft.